# 暹緬戰爭 (1765年–1767年)
暹緬戰爭（1765年-1767年），泰國人稱之為第二次阿瑜陀耶陷落之戰，指的是暹羅（今泰國）阿瑜陀耶王朝與緬甸貢榜王朝之間發生的第二次戰爭。這場戰爭開始於1765年，以1767年阿瑜陀耶王朝首都阿瑜陀耶的陷落為終結的標誌。長達四個世紀的阿瑜陀耶王朝自此滅亡。但隨即緬甸為了應付清缅战争中的中国清朝军队入侵而將大軍撤回，1770年，暹羅將軍鄭昭率軍驅逐了剩余的緬甸軍隊，建立了新的王朝——吞武里王朝。

## 過程
這場戰爭是1759年至1760年兩國戰爭的延續。緬甸的戰爭藉口是暹羅支持緬甸邊境的叛軍，此外緬甸還希望控制德林達依沿岸及其貿易。 1765年8月，北緬甸軍隊兩萬入侵暹羅北部；到了10月，三支總數為兩萬人的南緬甸軍隊也入侵暹羅，對其首都阿瑜陀耶展開了鉗形攻勢。1766年1月底，緬甸軍隊在數量上佔有絕對優勢，但在暹羅的防線面前仍無法協同作戰，直到他們在阿瑜陀耶城下會合以後才得以扭轉。
圍攻阿瑜陀耶正處於清军入侵緬甸的第一回合戰鬥期間。暹羅人認為他們能夠堅持到雨季，而阿瑜陀耶中部平原的季節性氾濫能夠迫使緬甸軍隊撤退。然而緬甸國王辛標信認為清朝的出兵只是小規模的邊境衝突，決定繼續圍城。1766年雨季（6月至10月），戰鬥轉而在氾濫的平原上展開，但暹羅人未能扭轉戰局。旱季到來的時候，清朝對緬甸發動了更大規模的征讨，但辛標信依然拒絕召回大軍。1767年3月，暹羅國王埃甲他希望成為緬甸的朝貢國，但緬甸卻要求他無條件投降。 4月7日，緬甸洗劫了這座饑荒的城市。這是緬甸歷史上第二次攻陷此城，當時緬甸軍隊的暴行為如今的泰緬關係打上了黑色印記。成千上萬名暹羅戰俘被帶往緬甸重新安置。
緬甸對暹羅的佔領是短暫的。1767年11月，清军大規模入侵緬甸，迫使辛標信將留在暹羅的緬甸大軍撤回。在隨之而來的暹羅內戰裡，鄭昭於1770年中期率軍驅逐了緬甸軍隊，建立吞武里王朝。清军於1769年第四次征讨緬甸后与缅甸军方首领议和。但中缅两国都对和约不满意，故两国边境在其后的一段时间内仍处于紧张局势。
此後又陷入了新的僵局。緬甸兼併了原來屬於暹羅的下德林達依地區，但未能吞併暹羅，暹羅則支持緬甸東部和南部邊境一帶的叛軍。在此後的幾年裡，辛標信將目光放在了來自清朝的威脅上，未與暹羅重開戰端；直到1775年暹羅支持蘭納人叛亂的時候才再次與暹羅開戰。此後的暹羅統治者更為善戰，他們曾在1775年至1776年以及1785年至1786年的兩場戰爭中擊敗緬甸，並且佔領了蘭納。